# 平均オピニオン評点
平均オピニオン評点（英: mean opinion score, MOS）は、マルチメディア（音声、電話、動画）でコーデックを使って帯域幅を圧縮した際に、圧縮・転送後に受信側で知覚されるメディアの品質の評価を数値で表す方法である。1から5の間の数値で表され、1が最も音質が悪く、5が最も音質が良い。
音声用MOSテストはITU-T勧告P.800で示されている。
男性および女性の話者がいくつかの決まった文章を読んだ音声をテスト対象の媒体経由で流し、複数の被験者がそれを聴いて主観的な評価をし、それらを平均したものがMOSの値となる。評価にあたって、被験者は以下のような格付け方式で格付けする。
| MOS | 品質       | 劣化                 |
| --- | ---------- | -------------------- |
| 5   | 非常に良い | わからない           |
| 4   | 良い       | わかるが気にならない |
| 3   | 普通       | やや気になる         |
| 2   | 悪い       | 気になる             |
| 1   | 非常に悪い | 非常に気になる       |

MOSは個々のスコア全部の算術平均であり、1から5の範囲内の値になる。
音声通信には一般にコーデックシステムやデジタル信号処理を使用して所定の帯域幅になるようにするが、音質と帯域幅はトレードオフの関係にある。よいコーデックは帯域幅を保持しており、音質も良くなる。帯域幅は測定可能だが、音質の評価は人間の知覚の関与が必要となる。ただし、自動的なテストで音質を推定することは可能である。
同様な手法で主観的な動画の品質（画質など）も測定できる。
例として、以下に様々なコーデックの実装に対する平均オピニオン評点を挙げる。
| コーデック   | データレート [kbit/s] | 平均オピニオン評点 (MOS) |
| ------------ | --------------------- | ------------------------ |
| G.711 (ISDN) | 64                    | 4.3                      |
| iLBC         | 15.2                  | 4.14                     |
| AMR          | 12.2                  | 4.14                     |
| G.729        | 8                     | 3.92                     |
| G.723.1r63   | 6.3                   | 3.9                      |
| GSM EFR      | 12.2                  | 3.8                      |
| G.726 ADPCM  | 32                    | 3.8                      |
| G.729a       | 8                     | 3.7                      |
| G.723.1r53   | 5.3                   | 3.65                     |
| GSM FR       | 12.2                  | 3.5                      |

MOSの値を得る方式は時間もコストもかかるため、専門家が推定した方が安くつくこともある。開発中のシステムでは頻繁に音質の推定をする必要があり、素早い推定方法が重要となる。
ITU-T勧告 P.800 には、評価に適した英語の文として以下のものが挙げられている。
- You will have to be very quiet.
- There was nothing to be seen.
- They worshipped wooden idols.
- I want a minute with the inspector.
- Did he need any money?